# موريس أوبراين
موريس أوبراين (بالإنجليزية: Maurice O'Brien)‏ هو لاعب قذف أيرلندي، ولد في 28 سبتمبر 1983 في ليمريك في جمهورية أيرلندا.